# Hotična
Hotična je naselje v Občini Hrpelje - Kozina.